# Беньков, Павел Петрович
Па́вел Петро́вич Бенько́в (8 [20] декабря 1879 — 16 января 1949) — советский художник, живописец (портрет, пейзаж, городской пейзаж, жанровая, тематическая картина), график, театральный декоратор, педагог.
Заслуженный деятель искусств Узбекской ССР, преподаватель Казанской художественной школы и Самаркандского художественного училища.

## Биография
Родился в Казани 8 (20) декабря 1879 года в семье ремесленников (родители держали скорняжную мастерскую).
В 1895 году поступил в первый набор только что открывшейся в Казани художественной школы, которую окончил в 1901-м, в этом же году поступил в Высшее художественное училище при Императорской Академии художеств в Санкт-Петербурге. С 1902-го был определён в мастерскую Д. Н. Кардовского, одновременно по собственной инициативе посещал занятия у И. Е. Репина. Во время учёбы много путешествовал: на Урале в 1900-х изучал быт вогулов (устаревшее название угорского народа манси); как стипендиат Академии ездил во Францию, где брал уроки в частной школе Жюлиана (Académie Julian) в Париже (1905), путешествовал по Италии (1906,1908), Испании (1908). Окончил Высшее художественное училище при Императорской Академии художеств (1909), получив звание художника за конкурсную работу «Покорность судьбе» (не сохранилась).
В 1909 году вернулся в Казань преподавателем Казанской художественной школы «по вольному найму» (1909—1929 с перерывами); работал художником-декоратором Казанского городского театра (1913—1918); давал частные уроки живописи и рисунка, в частности, знаменитому впоследствии поэту-футуристу Велимиру Хлебникову и его сестре — художнице Вере Хлебниковой; с 1911 года неоднократно ездил в Италию, где его застало начало Первой мировой войны.
В Казанской художественной школе в 1910—1920-е годы Н. И. Фешин и П. П. Беньков были ведущими педагогами. По воспоминаниям многочисленных учеников, школа делилась на «фешинцев» и «беньковцев». Среди учеников П. П. Бенькова называют Ф. Модорова, А. Коробкову, А. Самойловских, П. Сперанского и других.
В живописи казанского предреволюционного периода П. П. Беньков раскрылся как мастер лирического пейзажа и портрета. Предпочитал писать виды Волги, городские усадьбы и загородные дачи; модели для портретов находил в близкой для себя среде — в своей семье, среди учениц Казанской художественной школы, актрис, университетской профессуры.
В 1911—1916 гг. участвовал в выставках в Казани, Санкт-Петербурге (Петрограде), Риме (Италия).
Отношение к революции было неоднозначным: разруха и хаос побудили художника в 1919 году покинуть Казань и вместе с отступающими войсками адмирала А. В. Колчака уехать в Сибирь. В 1919—1920 работал декоратором в театрах Иркутска и Омска.
В 1921 году вернулся в Казань, продолжил преподавание в Казанских высших государственных художественно-технических мастерских (Кахутемас) (бывшая Казанская художественная школа), возобновил сотрудничество с казанскими театрами — Русским драматическим (1924—1925) и Татарским академическим государственным театром (1926—1927).
В 1922 году вступил в АХРР (Ассоциация художников революционной России), в 1923-м — в ТАХРР (Татарская ассоциация художников революционной России). Исполнял заказы государственных учреждений, откликался на общественный запрос нового строя: портреты В. И. Ленина (1924, не сохранился), Л. Н. Толстого (1925(?)), писателя Г.Ибрагимова (1926) и др. В 1922—1923 по путевке АХРР ездил на Урал.
В 1928 году впервые отправился в Бухару, в 1929—1930 состоялась вторая поездка в Среднюю Азию, во время которой посетил, кроме Бухары, Хиву и Самарканд. В 1930 году окончательно переехал из Казани в Самарканд.
В 1931—1949 был одним из ведущих педагогов Самаркандского художественного училища, которое в 1936-м заняло первое место на Всесоюзном конкурсе художественных училищ СССР.
В 1932—1933 участвовал в создании Союза художников Узбекской ССР, в 1932—1938 был членом правления оргкомитета СХ Узбекской Республики, в 1938 году стал членом правления Союза художников Узбекистана.
В Самарканде в творчестве П. П. Бенькова большое место занимали композиции, сюжеты которых отражали традиционное течение жизни (базары, чайханы и т. д.), а также работы, посвященные новым реалиям советского Востока (труд женщин на фабриках и хлопковых полях, партийные съезды-курултаи и проч.). Художник, как и в казанский период, продолжал работать над портретами, но в наибольшей степени особенности творческой концепции П. П. Бенькова проявились в городских пейзажах с видами древних мечетей, хаузов, двориков с арыками. Композиционная стройность, структурность формы и натурное видение, заложенные русской академической и реалистической художественной школой, в работах Бенькова соединяются с приемами импрессионизма.
Педагогическая деятельность П. П. Бенькова внесла огромный вклад в формирование профессионального изобразительного искусства Узбекистана. Среди учеников художника такие живописцы республики, как Зинаида Ковалевская, переехавшая из Казани в Самарканд вслед за учителем, Л. Абдуллаев, А. Абдуллаев, Р. Ахмедов, Ю. Елизаров, А. Разыков, Р. Тимуров, А. Хайдаров и многие другие.
Влияние творчества П. П. Бенькова на местную молодёжь было более чем плодотворным. По этому поводу искусствовед С. М. Круковская пишет: «Беньков, как крупный художник, несомненно, создал свою Самаркандскую школу. Свидетельство этого — работы не только самаркандцев А. Разыкова, Р. Тимурова, Ю. Елизарова, А. Хайдарова, но и ташкентских живописцев Абдулхака Абдуллаева, Л. и С. Абуллаевых и многих других». По признанию С. М. Круковской, это явственно ощущалось на выставке в Москве, состоявшейся по случаю декады узбекской литературы и искусства: «где на организованной отдельно экспозиции заметен был дух Самаркандской школы. Цельности этой школы содействовал не только сам Беньков как руководитель Самаркандского художественного училища (оно в то время считалось передовым на фоне других аналогичных учебных заведений), но и общность восприятия окружающей природы. Во время летних поездок в Ургут, которые были для самаркандцев своеобразным Барбизоном, они черпали и утверждали своё собственное видение мира». С. М. Круковская в своих воспоминаниях рассказывает также о жизни учебных заведений: «Бывали очень интересные „межвузовские“ конференции с постановкой общих вопросов искусства, педагогических проблем и задач, выдвигаемых временем. Бывали просмотры студенческих работ: старших курсов на предмет „брони“, у выпускников — сначала обсуждение эскизов дипломных работ, а потом наблюдение за ходом работы… На защиту дипломных работ собирались представители всех вузов, много молодёжи, студентов».

Могила П. П. Бенькова в Самарканде

Умер в Самарканде 16 января 1949 года. Похоронен на Центральном кладбище города.
В том же году его именем была названа улица в Самарканде, на которой он жил, имя П. П. Бенькова присвоено Самаркандскому художественному училищу (в 1949-м оно было объединено с Ташкентским художественным техникумом и продолжило деятельность как Республиканское художественное училище имени П. П. Бенькова до 1991 года, когда имя художника из названия убрали).
Произведения П. П. Бенькова хранятся в музеях Москвы (Государственная Третьяковская галерея, Государственный музей искусства народов Востока, Государственный музей современной истории России), Казани (Государственный музей изобразительных искусств Республики Татарстан, Национальный музей Республики Татарстан), Ташкента (Государственный музей искусств Узбекистана), Самарканда (Самаркандский государственный историко-архитектурный и художественный музей-заповедник), Бухары (Бухарский государственный архитектурно-художественный музей-заповедник), Нукуса (Государственный музей искусств Республики Каракалпакстан им. И. В. Савицкого) и других городов, а также в частных коллекциях России, Узбекистана и ряда европейских стран.

## Звания и награды
- В 1939 году ему было присвоено звание Заслуженный деятель искусств Узбекской ССР.

## Основные произведения
- Венеция, 1911. Фонд поддержки культуры при президенте Республики Татарстан, Казань
- На террасе, 1913. Государственный музей изобразительных искусств РТ, Казань
- Золотой плес, 1913—1914. Государственный музей изобразительных искусств РТ, Казань
- На Новиковой даче (Осень. Уехали), до 1914. Государственный музей изобразительных искусств РТ, Казань
- Портрет жены, 1914—1915. Частная коллекция, Москва
- Дама в красном (Портрет В. Шмулевич), 1910-е. Чувашский государственный художественный музей, Чебоксары
- Портрет писателя Г. Ибрагимова, 1926. Государственный музей изобразительных искусств РТ, Казань
- Портрет историка П. В. Траубенберга, 1926. Частная коллекция, Москва
- Портрет татарина-грузчика, 1925. Государственный музей изобразительных искусств РТ, Казань
- Портрет жены, 1925—1926. Государственный музей изобразительных искусств РТ, Казань
- Портрет Т. А. Фирсовой, 1927. Государственный музей изобразительных искусств РТ, Казань
- Портрет татарки, 1924—1928. Государственный музей искусств Узбекистана, Ташкент
- Хауз с водоносами, 1929. Государственный музей искусств Узбекистана, Ташкент
- Бухарский чиновник, 1928. Бухарский государственный архитектурно-художественный музей-заповедник, Бухара
- Виноградный базар, 1928—1929. Государственный музей искусств Узбекистана, Ташкент
- Старая Бухара, 1931. Государственный музей искусства народов Востока, Москва
- Девушка-хивинка, 1931. Государственная Третьяковская галерея, Москва
- Чайхана,1932. Государственный музей искусства народов Востока, Москва
- Окучка хлопка, 1936. Государственный центральный музей современной истории России, Москва
- Портрет колхозника-ударника, 1939. Государственный музей искусства народов Востока, Москва
- Подруги, 1940. Государственный музей искусств Узбекистана, Ташкент
- Чайхана у хауза, 1940—1941. Государственный музей искусства народов Востока, Москва
- Первый Курултай. Провозглашение Узбекской ССР, 1940. Государственный музей искусств Узбекистана, Ташкент
- Художники в Шахи-Зинда, 1943. Самаркандский государственный историко-архитектурный и художественный музей-заповедник, Самарканд
- Прошлое, 1944. Самаркандский государственный историко-архитектурный и художественный музей-заповедник, Самарканд
- У арыка, 1947. Государственная Третьяковская галерея, Москва
- Подруги. Письмо с фронта, 1945. Государственный музей искусства народов Востока, Москва
- Девушка с дутаром, 1947. Государственный музей искусств Узбекистана, Ташкент

## Сценография
Эскизы и театральные декорации казанского и сибирского периода не сохранились. Известно, что в 1913—1918 П. П. Беньков создавал декорации и эскизы костюмов к постановкам оперной труппы М. Ф. Степанова в Казанском городском театре: «Чио-Чио-Сан» Дж. Пуччини, «Аида» Дж. Верди, «Борис Годунов» М.Мусорского, «Руслан и Людмила» М. Глинки, «Кармен» Ж. Бизе и др1.
В 1916 году начал сотрудничать с Татарским драматическим театром «Сайяр», создав декорации и эскизы костюмов для спектакля по пьесе Н. Гоголя «Ревизор», реж. А. Загорский, в 1917-м для этого же театра были выполнены декорации к спектаклю по пьесе А. П. Чехова «Вишневый сад»2.
Для Русского драматического театра в 1923—1925 создавал декорации к спектаклям «Бесприданница» Н. Островского, «Пётр I», «Гамлет» У. Шекспира, все — реж. В. Зотов (?), «Любовь Яровая» К. Тренёва, реж. С. Воронов, «Мистерия-буфф» В. Маяковского, реж. З. Славянова, «Принцесса Турандот» К. Гоцци и др.
В Татарском академическом государственном театре в 1926—1927 оформлял спектакли «Зәңгәр шәл» (Голубая шаль) К. Тинчурина, по пьесам Ф. Бурнаша «Адашкан кыз» (Заблудшая девушка), реж. Г. Девишев, «Хусаин Мирза», реж. Г. Девишев, «Таһир-Зөһрә», реж. К. Тинчурин, «Галия-Бану» М. Файзи, реж Г. Кариев, «За стенами старой Казани» М. Заитова, «Һинд кызы» (Индианка) А. Хамида, реж. Г. Девишев и др.

## Галерея работ художника

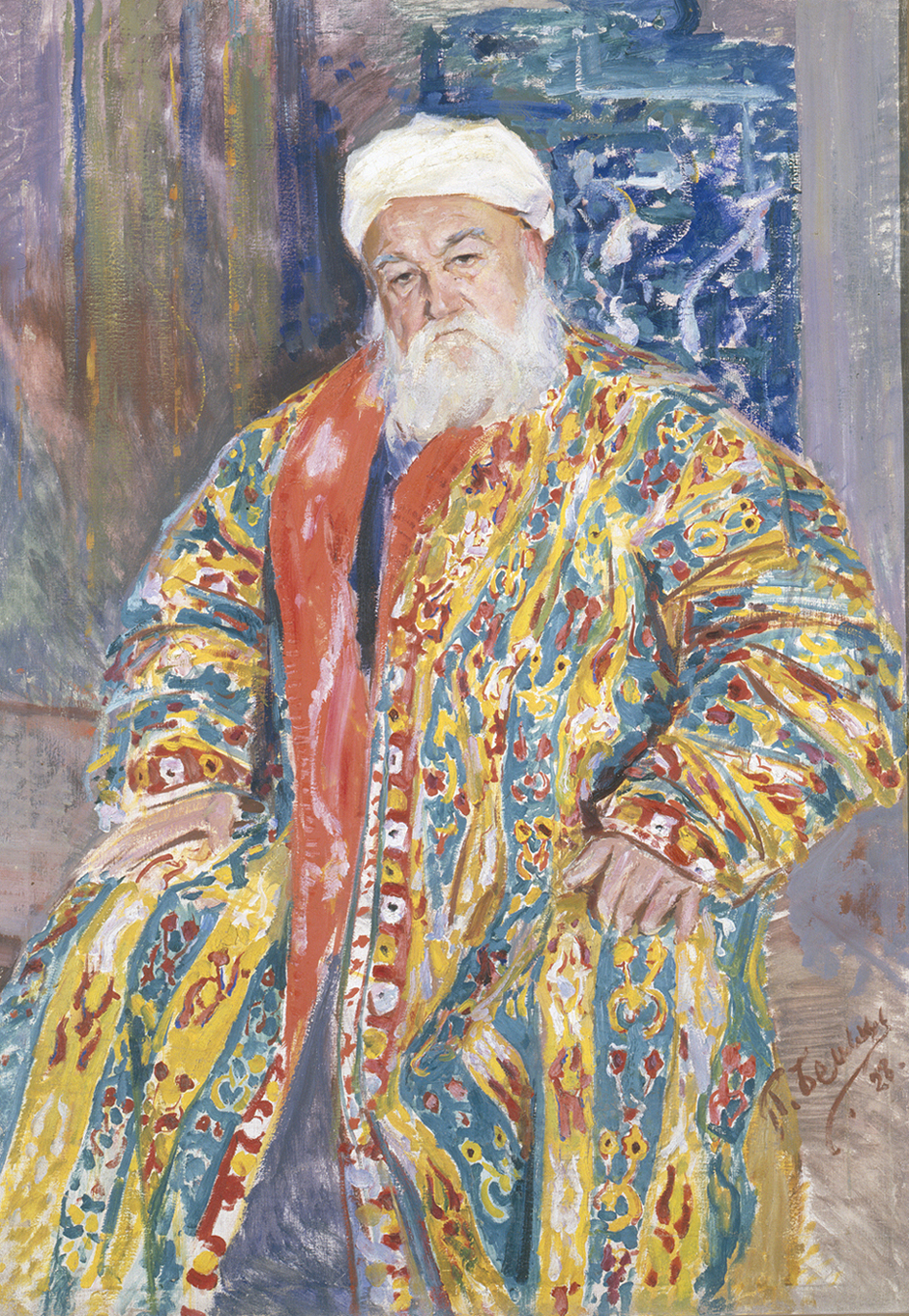
Бухарский чиновник. 1928. Бухарский государственный архитектурно-художественный музей-заповедник, Бухара
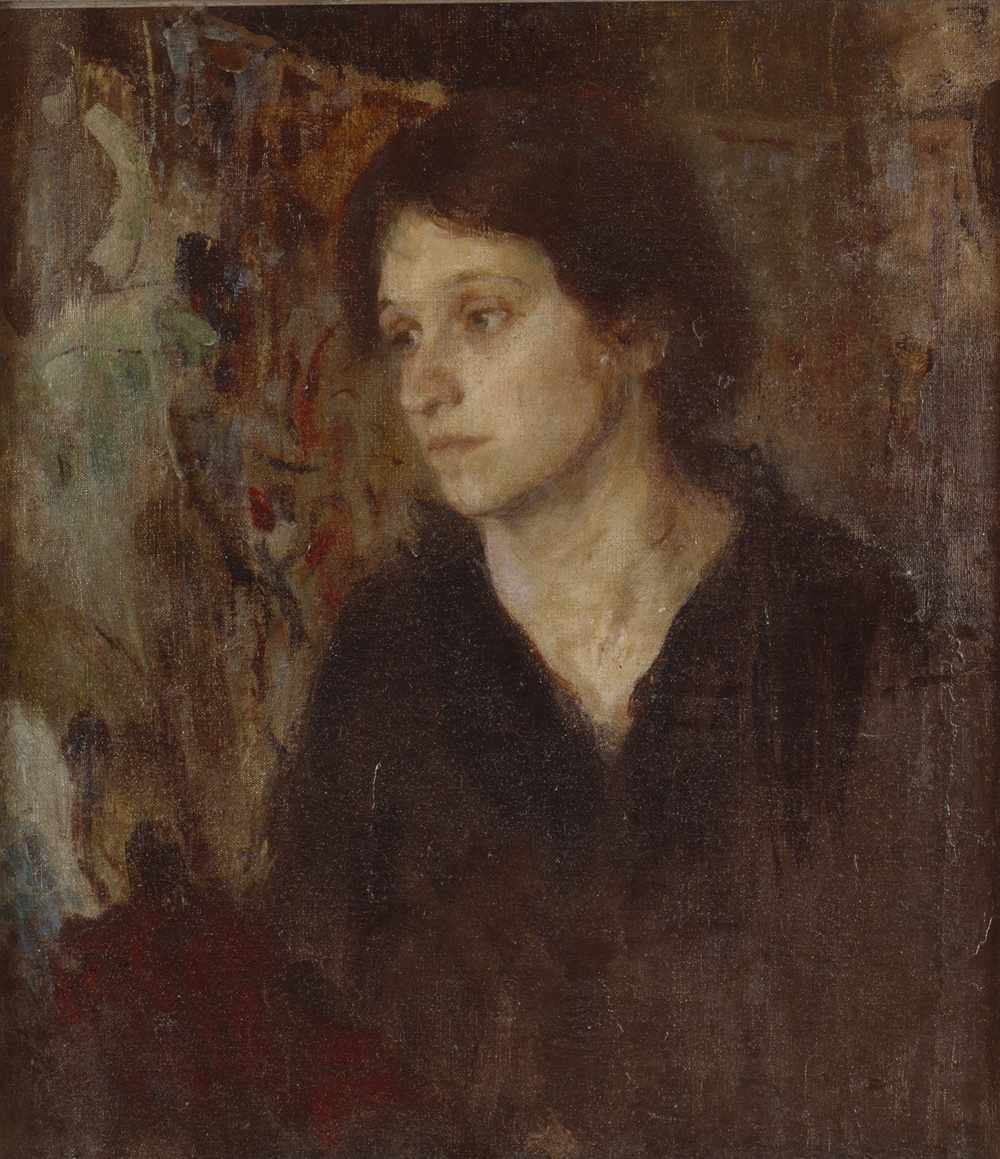
Портрет жены. 1914–1915. Частная коллекция, Москва
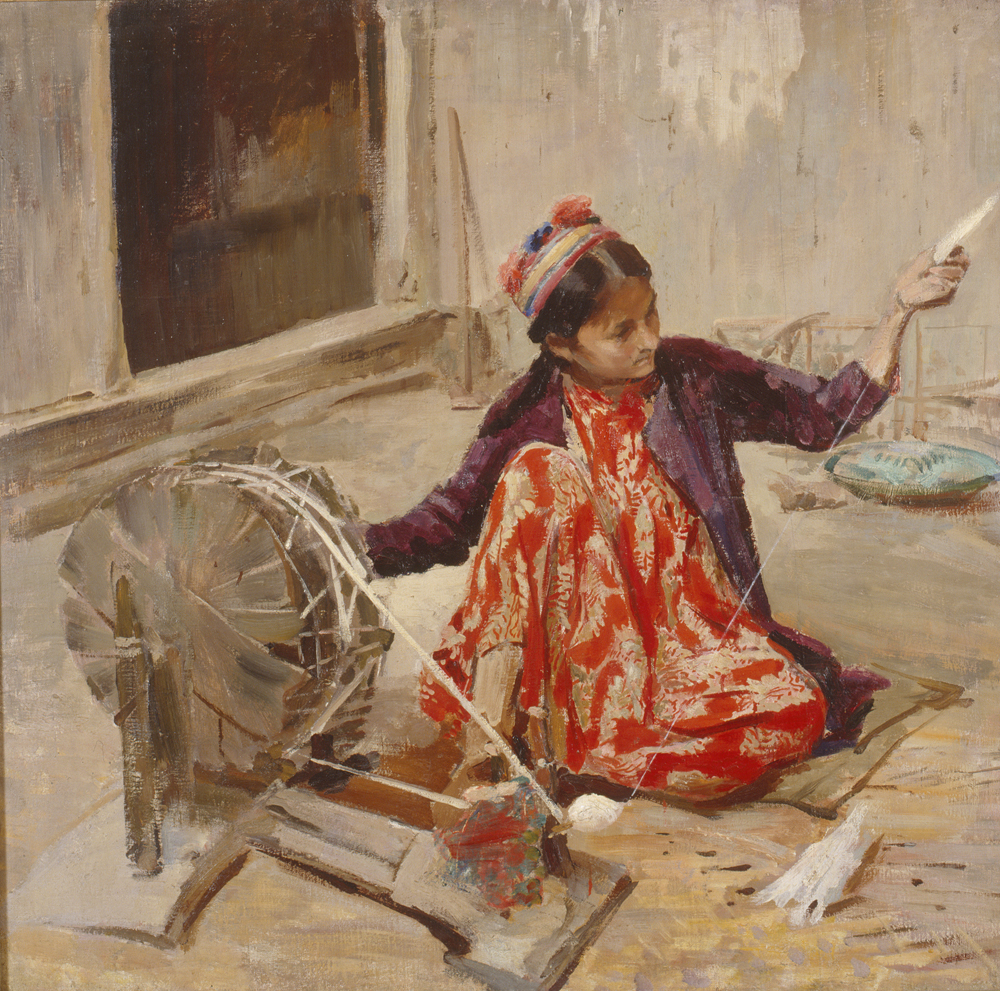
Девушка-хивинка. 1931. Государственная Третьяковская галерея, Москва
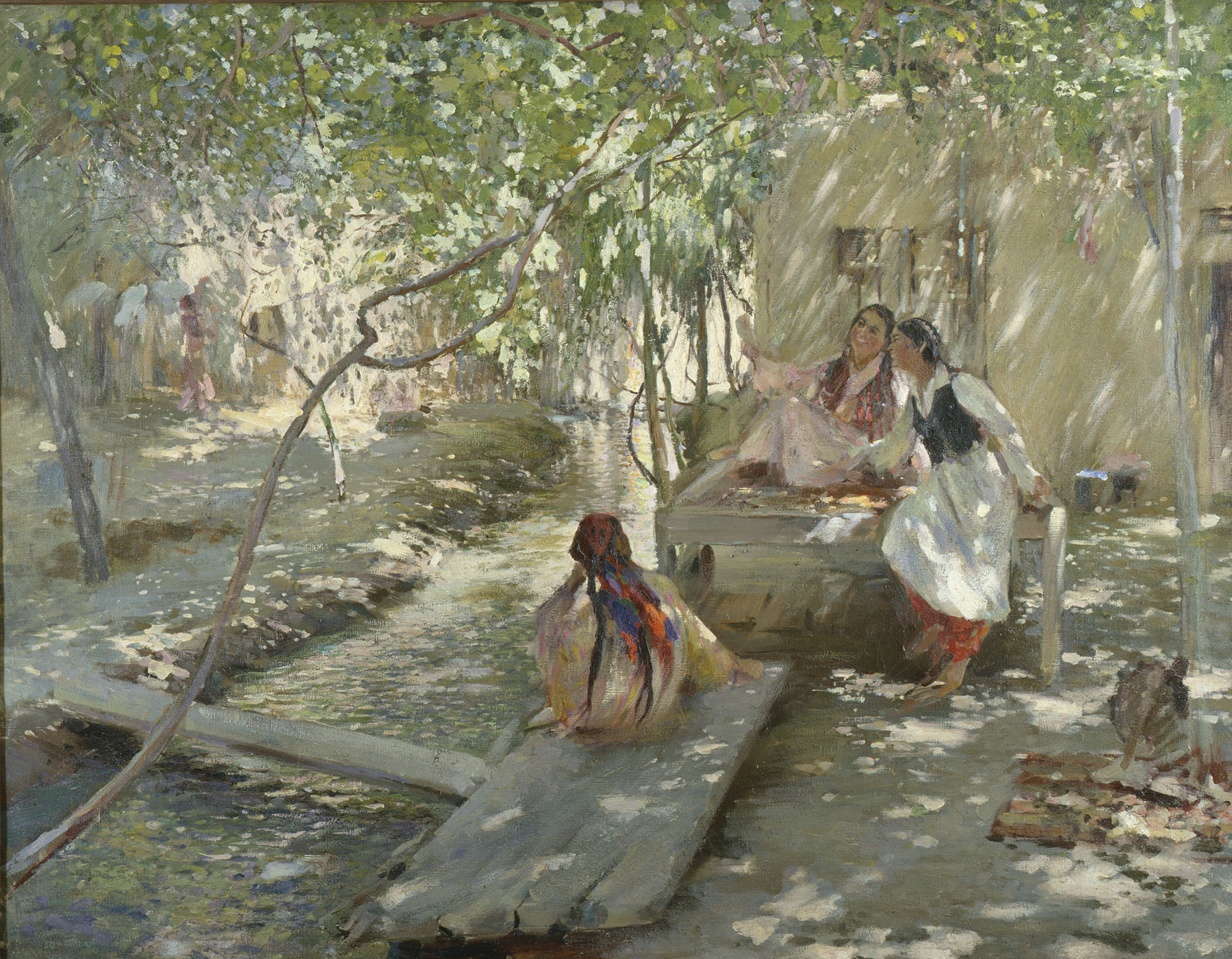
Подруги. Письмо с фронта. 1945. Государственный музей искусства народов Востока, Москва
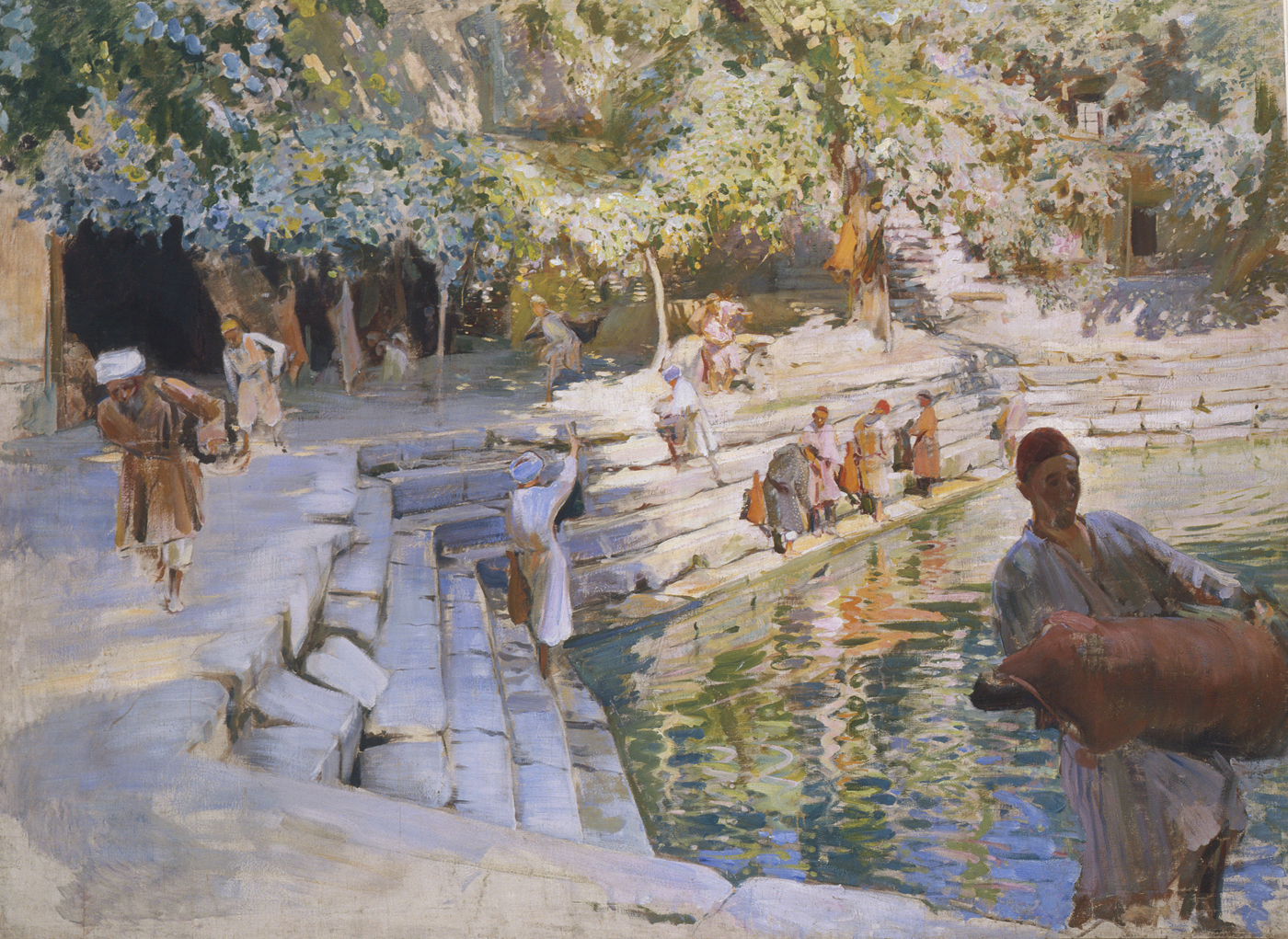
Хауз с водоносами. 1929. Государственный музей искусств Узбекистана, Ташкент
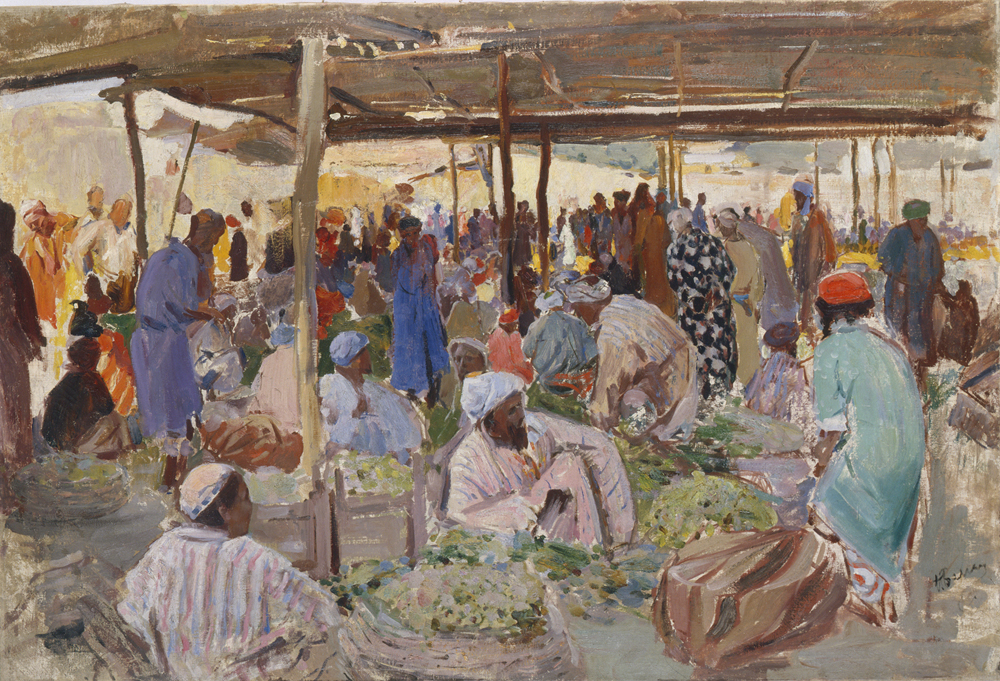
Виноградный базар. 1928–1929. Государственный музей искусств Узбекистана, Ташкент
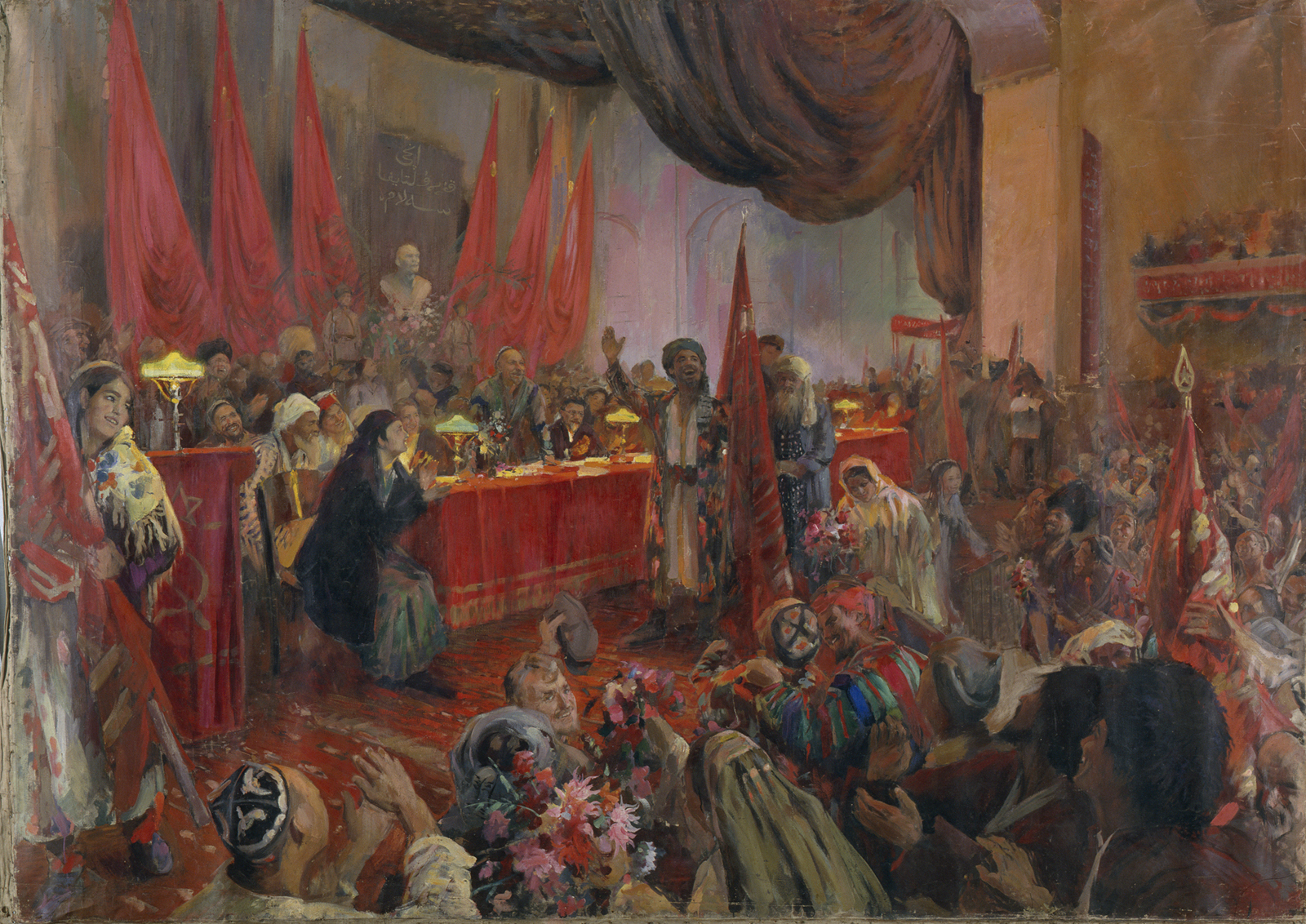
Первый Курултай. Провозглашение Узбекской ССР, 1940. Государственный музей искусств Узбекистана, Ташкент
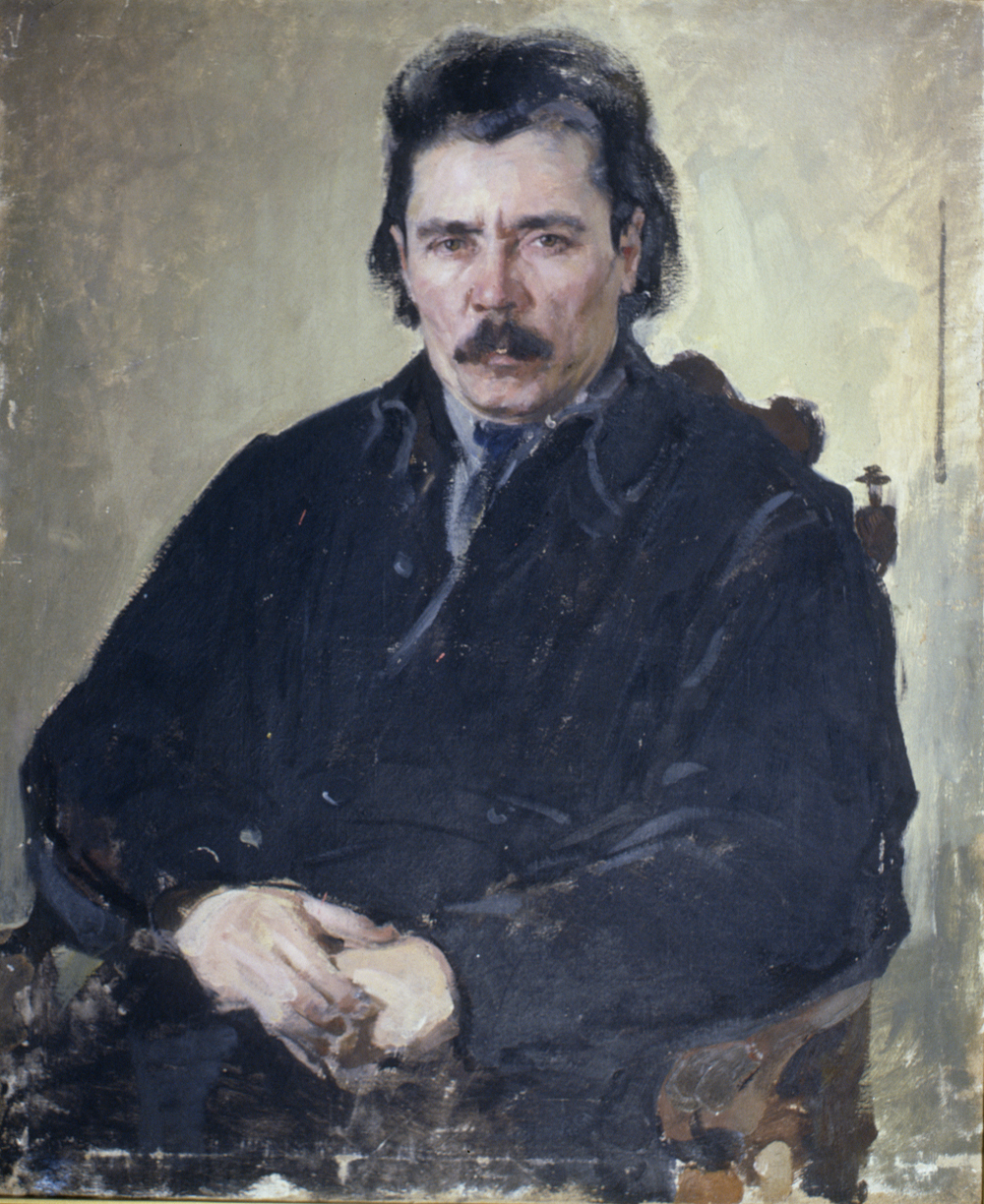
Портрет писателя Г. Ибрагимова. 1926. Государственный музей изобразительных искусств РТ, Казань
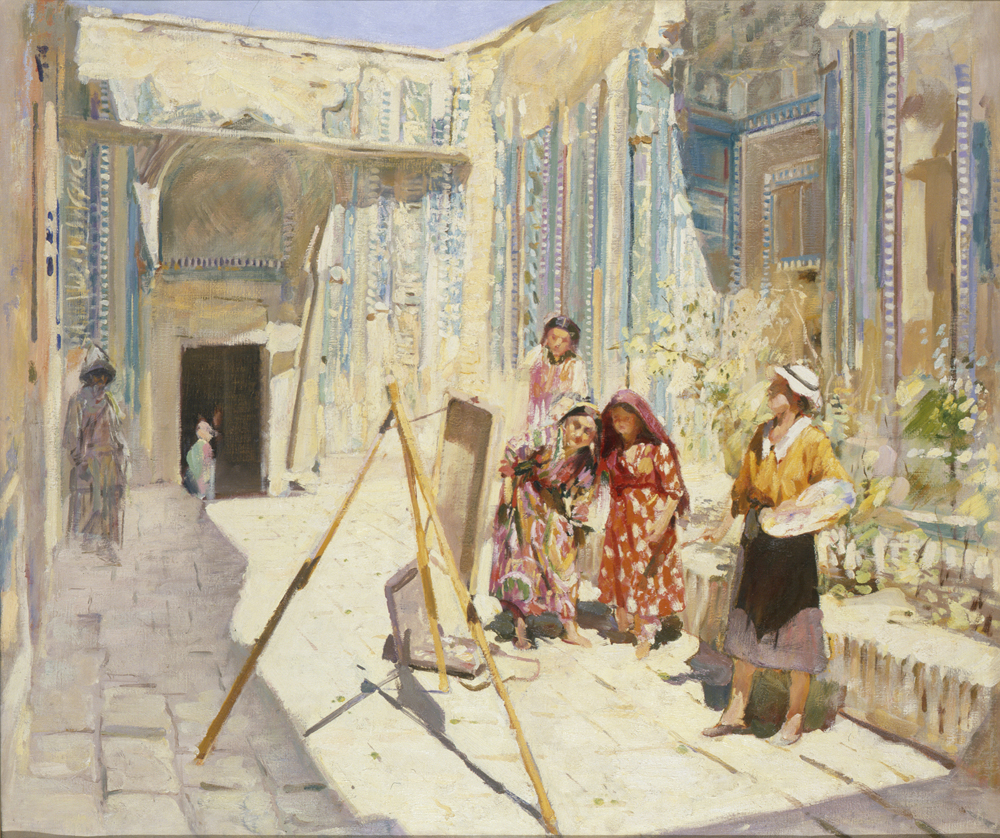
Художники в Шахи-Зинда. 1943. Самаркандский государственный историко-архитектурный и художественный музей-заповедник, Самарканд
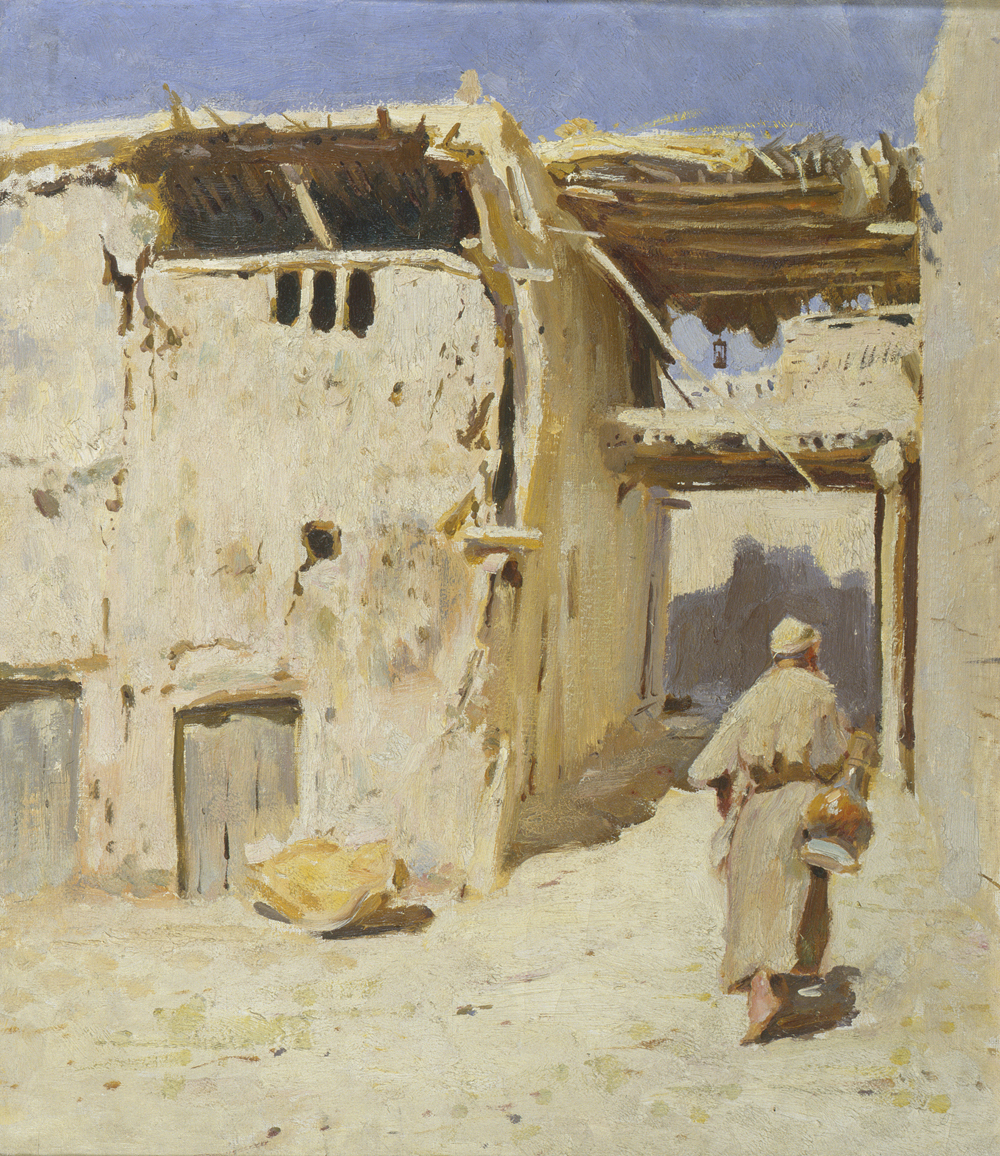
Старая Бухара. 1931. Государственный музей искусства народов Востока, Москва
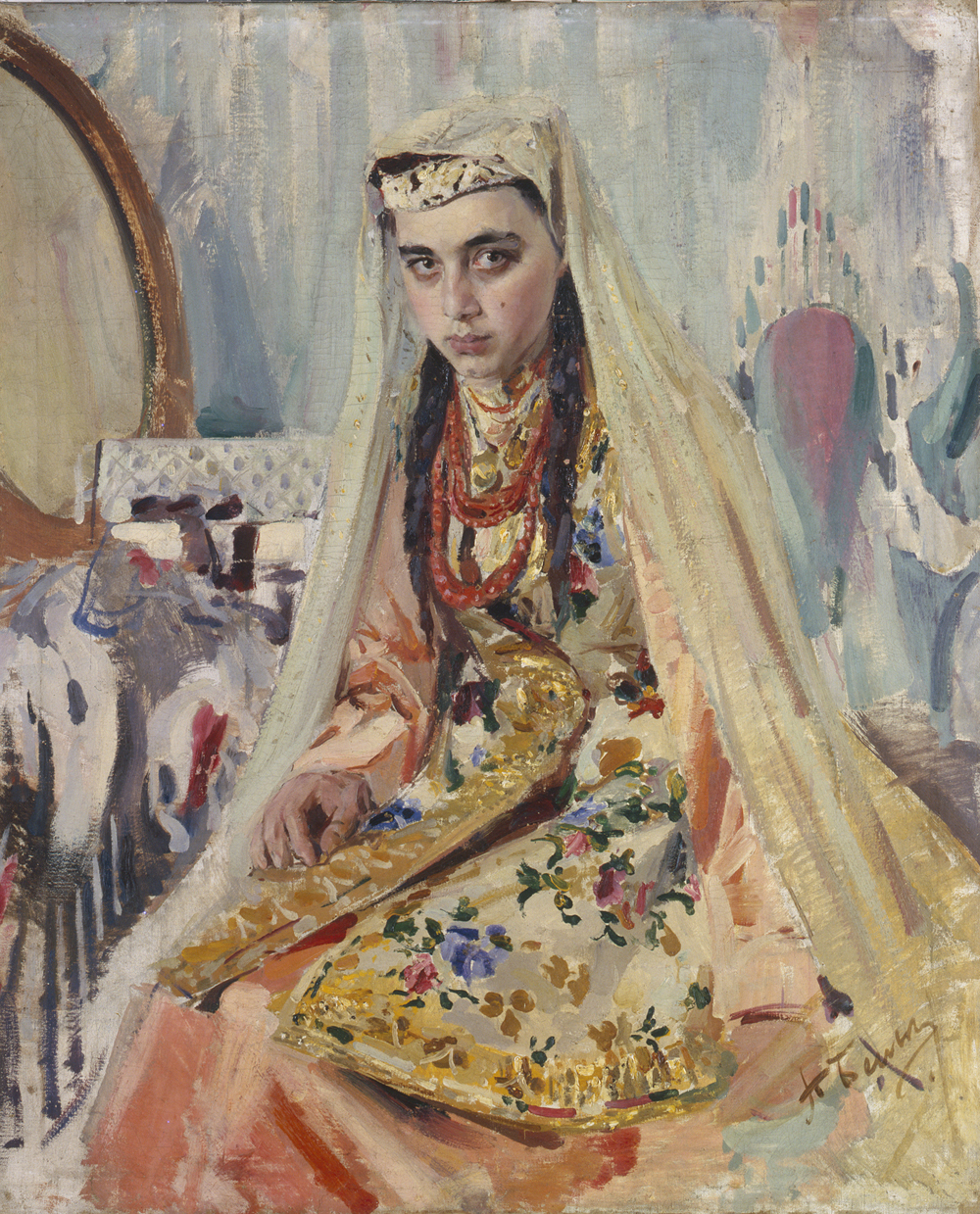
Портрет татарки. 1924–1928. Государственный музей искусств Узбекистана, Ташкент